# Bílý Nil
Bílý Nil (arabsky النيل الأبيض‎, anglicky White Nile) je řeka v Africe, levá ze dvou zdrojnic Nilu, druhá zdrojnice se jmenuje Modrý Nil. Od Viktoriina jezera do svého soutoku s Modrým Nilem urazí trasu délky 3700 km.

## Průběh toku
Od Viktoriina jezera nese řeka postupně názvy Viktoriin Nil, Albertův Nil, Horský Nil a Bílý Nil.

### Viktoriin Nil
Na horním toku se nazývá Viktoriin Nil. Vytéká z Viktoriina jezera a teče na sever a poté na západ, přičemž překonává skalnaté prahy. Vytváří četné peřeje a vodopády z celkovým převýšením 670 m. Pod jezerem byla vybudována hráz s vodní elektrárnou Owens Falls, která zvedla i samotnou jezerní hladinu. Pod jezerem Kyoga překonává Murchisonovy vodopády a zde na velmi krátkém úseku překonává více než 400 m a ústí do Albertova jezera.

### Albertův Nil
Proud, který opouští Albertovo jezero, je znám také jako Albertův Nil a pod tímto jménem teče až k ústí přítoku Aswa. Řeka má charakter rovinného toku, který protéká planinou a pouze pod městečkem Nimule, kde se rozkládají peřeje Fola se dolina zužuje na 20 až 25 m a tok je zde divoký. Pod peřejemi vtéká do rovin Súdánu. Na dolním toku proteče za rok 29 km³ vody.

### Horský Nil
Do Jižního Súdánu vtéká pod jménem Horský Nil. Od města Džuba k městu Malakál se v délce 900 km mění v síť bažin. Koryto řeky je vyplněno mohutnou masou vodních rostlin a papyru. Na tomto úseku ztrácí řeka dvě třetiny své vody vypařováním, jako zdroj pro rostliny a zatápěním propadlin. Později se vlévá do jezera No, setkává se s řekou Bahr el-Ghazal.

### Bílý Nil
Teprve pod soutokem s řekou Bahr el-Ghazal se jmenuje Bílý Nil. Tato část řeky je 957 km dlouhá a šířka koryta se pohybuje od 1 do 2 km. Opouští zde oblast bažin a zprava přijímá přítok Sobat, čímž takřka dvojnásobně zvětšuje svůj průtok. Právě tento přítok přináší do Nilu při velké vodě mnoho pevných částic, jež dávají vodě bílou barvu a řece jméno. Poté klidně teče v široké rovině polopouští až do Chartúmu. Od Nimule na vzdálenosti přibližně 1800 km je jeho spád přibližně 80 m. U Chartúmu se stéká s Modrým Nilem, který přitéká z jezera Tana a dále již řeka nese jméno Nil.

## Vodní režim
Na horním toku je průtok rovnoměrný s ročním průměrem 453 m³/s. Pod soutokem se Sobatem průtok značně roste a u Chartúmu dosahuje průměrně 808 m³/s s maximem v říjnu 1354 m³/s.

## Využití
Voda se využívá především na zavlažování. Ve vzdálenosti 40 km nad Chartúmem byla vybudována přehrada Gebel-Aulia, která slouží k regulaci dolního toku řeky. Na řece je rozvinutý rybolov. Vodní doprava je možná pod soutokem s Bahr el-Ghazal.